# The Phantom President
The Phantom President è un film statunitense del 1932 diretto da Norman Taurog.